# Романчук, Роман Романович
Роман Романович Романчук (3 июня 1979, Стрый, Львовская область, УССР — 8 сентября 2016, Одесса, Украина) — российский боксёр-любитель (весовая категория до 91 кг). Мастер спорта России международного класса по боксу и кикбоксингу, серебряный призёр чемпионата мира (2005), серебряный призёр чемпионата Европы (2006), обладатель командного Кубка мира (2005), серебряный призёр Кубка мира (2006) и бронзовый призёр Кубка мира (2002).

## Биография
Начал заниматься боксом в родном городе в 11 лет у заслуженного тренера Украины Л. Г. Паламаря. Первого большого успеха добился в 1994 году, выиграв чемпионат Украины в своей возрастной категории. В 1998 году окончил техникум по специальности «электрик».
В 2000 году переехал в Москву, где стал заниматься в специализированной детско-юношеской школе Олимпийского резерва (СДЮШОР) по кикбоксингу «Китэк» Московского городского физкультурно спортивного объединения (МГФСО) у заслуженного тренера России Марка Мельцера. В первый же год стал чемпионом Европы, а также был признан лучшим кикбоксером турнира. В 2001 году становится чемпионом мира по кикбоксингу и признается лучшим кикбоксером турнира. В том же году выигрывает открытый чемпионат Москвы по боксу в категории 81 кг, став лучшим боксёром турнира и получив после этого приглашение в сборную России по боксу.
В 2002 году одержал победу на турнире «Олимпийские надежды» в рамках зимнего чемпионата России, после чего был включён в состав национальной сборной. В том же году завоевал бронзовую медаль Кубка мира 2002 года в Астане. В 2004 году выиграл титул чемпиона России. В 2005 году стал победителем Кубка мира в Москве и был признан лучшим боксёром турнира. В 2006 году становится вице-чемпионом Европы и серебряным призёром Кубка мира, а также вновь выигрывает первенство страны. Был признан самым техничным боксёром России 2006 года. Вице-чемпион России 2007 года.
В январе 2008 года в Австрии спортсмену была сделана операция плечевого сустава, после чего он вернулся к занятиям боксом и был приглашён в сборную России для подготовки к Кубку мира 2008 года.
Карьера Романчука фактически закончилась после инцидента во Владивостоке в июле 2008 года во время тренировочного сбора национальной сборной России.

### Проблемы с законом
Утром 28 июля 2008 года во Владивостоке у Романчука произошёл конфликт с жителем города, в результате которого последний получил тяжёлое ранение головы из бесствольного пистолета «Оса» и позднее скончался. По первоначальной версии Роман, отобрав пистолет у жителя Владивостока, выстрелил тому в голову. 27 марта 2009 года суд Фрунзенского района Владивостока признал Романчука виновным в убийстве при превышении пределов необходимой обороны и приговорил его к полутора годам колонии-поселения. Приговор был обжалован обеими сторонами. В результате Романчук был признан виновным в «причинении смерти по неосторожности» и приговорён к одному году двум месяцам лишения свободы. 4 декабря 2009 года боксёр был выпущен на свободу. Весной 2010 года Романчук объявил о желании вернуться на ринг.
Скончался от сердечного приступа 8 сентября 2016 года в возрасте 37 лет.